# Laemanctus serratus
Laemanctus serratus är en ödleart som beskrevs av Cope 1864. Laemanctus serratus ingår i släktet Laemanctus och familjen Corytophanidae. IUCN kategoriserar arten globalt som livskraftig.
Arten förekommer i södra Mexiko, Belize och Honduras. Den vistas i låglandet och i bergstrakter upp till 1600 meter över havet. Habitatet utgörs av olika slags fuktiga eller torra skogar. Individerna är aktiva på dagen och klättrar främst i träd.

## Underarter
Arten delas in i följande underarter:
- L. s. alticoronatus
- L. s. mccoyi
- L. s. serratus